# 효고현 남부 지진
효고현 남부 지진(일본어: 兵庫県南部地震 효고켄난부지신[*]), 한신·아와지 대지진 또는 고베 대지진은 1995년 1월 17일 5시 46분 52초에 일본 효고현 남부에서 일어난 지진이다. 효고현 남부를 중심으로 큰 피해가 일어났으며 태평양 전쟁 이후 최대의 사망자가 발생한 대진재인 한신·아와지 대진재(일본어: 阪神・淡路大震災 한신아와지다이신자이[*])가 발생하였다. 일본 내에서는 최초로 대도시 직하에서 일어난 대지진으로 일본 기상청 진도 계급에서 1949년 진도7이 도입된 이후 처음으로 최대진도7이 기록된 지진이다.
지진의 진원은 롯코-아와지섬 단층대의 일부인 노지마 단층 인근 지역으로 지진으로 단층이 큰 폭으로 융기해 지표까지 단층 흔적이 노출되었다.
또한, 1996년 9월 30일까지 운용되던 구 일본 기성칭 진도 계급 기준으로 처음이자 마지막으로 진도7 (격진)을 기록한 지진으로 지진계를 통한 기계 계측이 아닌 현지 조사로 진도7로 판정되었다. 1996년 4월 이후에는 진도를 관측원의 체감진도로 결정하지 않으며 객관적인 지진계의 진도 관측으로 완전히 전환되었다.

## 명칭
지진 당일 오전 10시 일본 정부는 "효고현 남부 지진 비상재해대책본부"(兵庫県南部地震非常災害対策本部)를 설치하였다. 오전 11시에는 일본 기상청이 이 지진을 헤이세이 7년 (1995년) 효고현 남부 지진(일본어: 平成7年（1995年）兵庫県南部地震, 영어: the 1995 Southern Hyogo Prefecture Earthquake)라고 명명하였다.
당시 지진으로 야기된 재해인 진재의 명칭이 일본 정부가 결정하기 전까지 흐름에 대해서는 한신·아와지 대진재#명칭 문서를 참조하십시오.

## 본진
일본 기상청에 따른 효고현 남부 지진의 개요는 다음과 같다.
- 발생 시각: 1995년(헤이세이 7년) 1월 17일 5시 46분 52초 (JST)
- 진앙 위치: 일본 효고현 쓰나군 호쿠단정(현 아와지시) 부근, 아와지섬 북부 지역
  - 좌표: 북위 34° 36′ 동경 135° 00′ / 북위 34.6°  동경 135.0° [1]
- 진원 깊이: 14 km[10]
- 지진 규모: 일본 기상청 규모 Mj7.3(처음에는 Mj7.2였으나 2001년 4월 23일 일본 기상청의 규모 정의 수정으로 Mj7.3으로 수정되었다.), 일본 기상청[11] 및 미국 지질조사국(USGS)의 모멘트 규모 Mw6.9[12]

진앙은 호쿠단정 부근의 아카시 해협에 있지만, 일본 기상청의 지진 정보에서 사용하는 진앙지명에서는 오사카만 수역에 해당되기 때문에 기상청에서는 오사카만을 진앙으로 두고 있다.

### 진도
이 지진으로 진도5 이상을 관측한 지역은 다음과 같다. 아래 목록은 기상청의 관측점 위치로 진도6까지는 계측진도를, 진도7은 현지 조사에 따른 지역이다. 지명은 지진 발생 당시의 지명을 따른다.
| 진도                                                                     | 도도부현                         | 시구정촌                         |
| ------------------------------------------------------------------------ | -------------------------------- | -------------------------------- |
| 7                                                                        | 당시에는 계측진도의 적용 외 진도 | 당시에는 계측진도의 적용 외 진도 |
| 6                                                                        | 효고현                           | 고베시 (주오구) 스모토시         |
| 5                                                                        | 시가현                           | 히코네시                         |
| 5                                                                        | 효고현                           | 도요오카시                       |
| 5                                                                        | 교토부                           | 교토시 (나카교구)                |
| 4                                                                        | 후쿠이현                         | 쓰루가시 후쿠이시                |
| 4                                                                        | 기후현                           | 기후시                           |
| 4                                                                        | 미에현                           | 이가시 쓰시 욧카이치시           |
| 4                                                                        | 시가현                           | 다가정                           |
| 4                                                                        | 교토부                           | 마이즈루시                       |
| 4                                                                        | 오사카부                         | 오사카시 (주오구)                |
| 4                                                                        | 효고현                           | 히메지시 가사이시 미카타정       |
| 4                                                                        | 나라현                           | 나라시                           |
| 4                                                                        | 와카야마현                       | 미나베가와촌 고야정 와카야마시   |
| 4                                                                        | 돗토리현                         | 사카이미나토시 돗토리시          |
| 4                                                                        | 오카야마현                       | 오카야마시 쓰야마시              |
| 4                                                                        | 히로시마현                       | 구레시 후쿠야마시                |
| 4                                                                        | 도쿠시마현                       | 아이오이정 도쿠시마시            |
| 4                                                                        | 가가와현                         | 다도쓰정 사카이데시 다카마쓰시   |
| 4                                                                        | 고치현                           | 고치시                           |
| 위의 진도 분포 외에 후쿠시마현과 가고시마현에서 진도1 이상을 감지하였다. |                                  |                                  |

| 진도 | 도도부현 | 시구정촌 |
| ---- | -------- | --- |
| 7    | 효고현   | 고베시 (히가시나다구 나다구 주오구 효고구 나가타구 스마구) 니시노미야시 아시야시 다카라즈카시 쓰나정 호쿠단정 이치노미야정 |
| 6    | 오사카부 | 오사카시 (니시요도가와구) 도요나카시 이케다시                                                                              |
| 6    | 효고현   | 고베시 (다루미구 기타구 니시구) 아마가사키시 아카시시 이타미시 가와니시시 아와지정 히가시우라정 고시키정                   |

또한, 일본 기상청 외에 오사카 가스, 철도종합기술연구소, 항만기술연구소, 간사이지진관측연구협의회 등이 자체적으로 가지고 있었던 지진계의 강진기록에 따른 비공식적인 계측진도 기록은 다음과 같다.
| 진도 | 도도부현 | 관측소 |
| ---- | -------- | --- |
| 7    | 효고현   | 고베항 제8부두, 후키아이 공급소 |
| 6강  | 효고현   | JR 다카토리, 해양기상대, 고베역전빌딩, 신코베 변전소, JR 다카라즈카, 모타야마 제1소학교, 니시노미야                                                                                                 |
| 6약  | 오사카부 | 이나강 |
| 6약  | 효고현   | 종합기술연구소, 포트아일랜드, 히가시코베대교, 고베항 공사사무소, NTT 고베, JR 니시아카시, JR 신코베, 아마가사키항, 롯코 아일랜드, 다케타니 소학교, 아마가사키 고가교, 한큐 롯카쓰 변전소, 고베 대학 |

수정 메르칼리 진도 계급(MMI)으로는 두세번째로 가장 높은 등급인 X(10)-XI(11) 등급으로 측정되었다. 일부 연구 자료에서는 가장 높은 등급인 XII로 추정하기도 한다.

### 지진동
고베해양기상대의 관측기록 분석(실측기록이 아님)에 따르면 최대 지반 가속도는 848 gal, 최대 속도 105 m/s, 최대 변위 27 cm로 기록되었다. 실측 기록에서는 남북 움직임 818 gal, 동서 움직임 617 gal, 상하 움직임 332 gal로 기록되었다. 또한 고베시 롯코 아일랜드에 있던 다케나카 공무점의 지진계에서는 동서 움직임이 319 gal, 남북 움직임이 507 gal로 관측되었고 고베시 히가시나다구의 고베 대학 지하 지진관측소에서는 남북 움직임 367 gal, 동서 움직임 300 gal로 측정되었다.
일본 각지에서 관측된 주요 가속도값은 다음과 같다.
- 후키아이 833gal
- 니시노미야 792gal
- 모토야마 775gal
- 다카토리 616gal
- 다카라즈카 601gal
- 신코베 561gal
- 니시아카 481gal
- 고베 대학 447gal
- 아마가사키 328gal

고베해양기상대(계측진도 6.43), 오사카 가스 후키아이 공급소(계측진도 6.49에서 6.6), JR 다카토리역(JR 종합기술연구소, 계측진도 6.48) 지역에서 산출된 강진 기록의 계측진도는 모두 진도7에 해당하는 6.5와 매우 비슷하지만 이 중 실제로 진도7로 판정된 지역 내에 있는 곳은 JR 다카토리역만 있으며 다카토리 인근 지역의 가옥붕괴율은 59%에 달하지만 후키아이는 가옥붕괴율이 35%로 진도7의 경계선 위에 있으며 고베해양기상대는 진도7 영역 외의 지역으로 가옥붕괴율이 3% 미만밖에 되지 않았다. 즉 계측진도가 실제 피해상황과 항상 일치한 것은 아니다. 그 이유는 지진동의 탄성 가속도 응답 스펙트럼 중 특히 가옥에 큰 피해를 주는 주기 1초에서 2초 사이의 진동 성분이 JR 다카토리역에서 가장 컸으며 해양기상대 지역에서는 그 성분 크기가 JR 다카토리의 절반 정도밖에 되지 않았기 때문이다. 이와 똑같이 2011년 일어난 도호쿠 지방 태평양 해역 지진에서도 계측진도 7을 관측했던 미야기현 구리하라시 쓰키다테정에서는 주기가 0.25초인 가속도 응답 스펙트럼 크기가 2,700 gal로 매우 컸지만 주기가 1초에서 2초 사이인 성분의 크기는 후키아이에서 관측했던 크기의 1/4밖에 되지 않았기 때문에 쓰키다테 지역에서는 붕괴한 가옥이 없었다.

### 쓰나미
일본 기상청은 본진 발생 후 바로 각 예보구에 "쓰나미 없음"이라는 쓰나미주의보 (없음)을 발령하였다. 큰 쓰나미도 관측되지 않았으며 쓰나미 피해도 보고되지 않았으나 이후 각지의 험조소 기록을 조사한 결과 아와지섬의 에이에서 최대 높이 68 cm, 오사카의 후케에서 최대 40 cm의 쓰나미가 관측된 등 소규모의 쓰나미가 발생했었다는 것이 드러났다. 이마무라-이다의 쓰나미 규모로는 M = -2이며 이는 지진의 규모보다 두 단계 정도 쓰나미 규모가 작다는 것을 의미한다.
사카이, 센보쿠, 시코쿠에서는 검조소 기록이 밀물로 시작되었고 스모토, 와카야마와 하리마나다의 히가시우라와 히로하타에서는 검조소 기록이 썰물로 시작되었다. 하리마나다 방면의 썰물파 첫 물결은 본진에서 노지마 단층의 서쪽이 침강했다는 사실과 똑같이 드러맞았다.

## 지진 발생 구조

### 단층

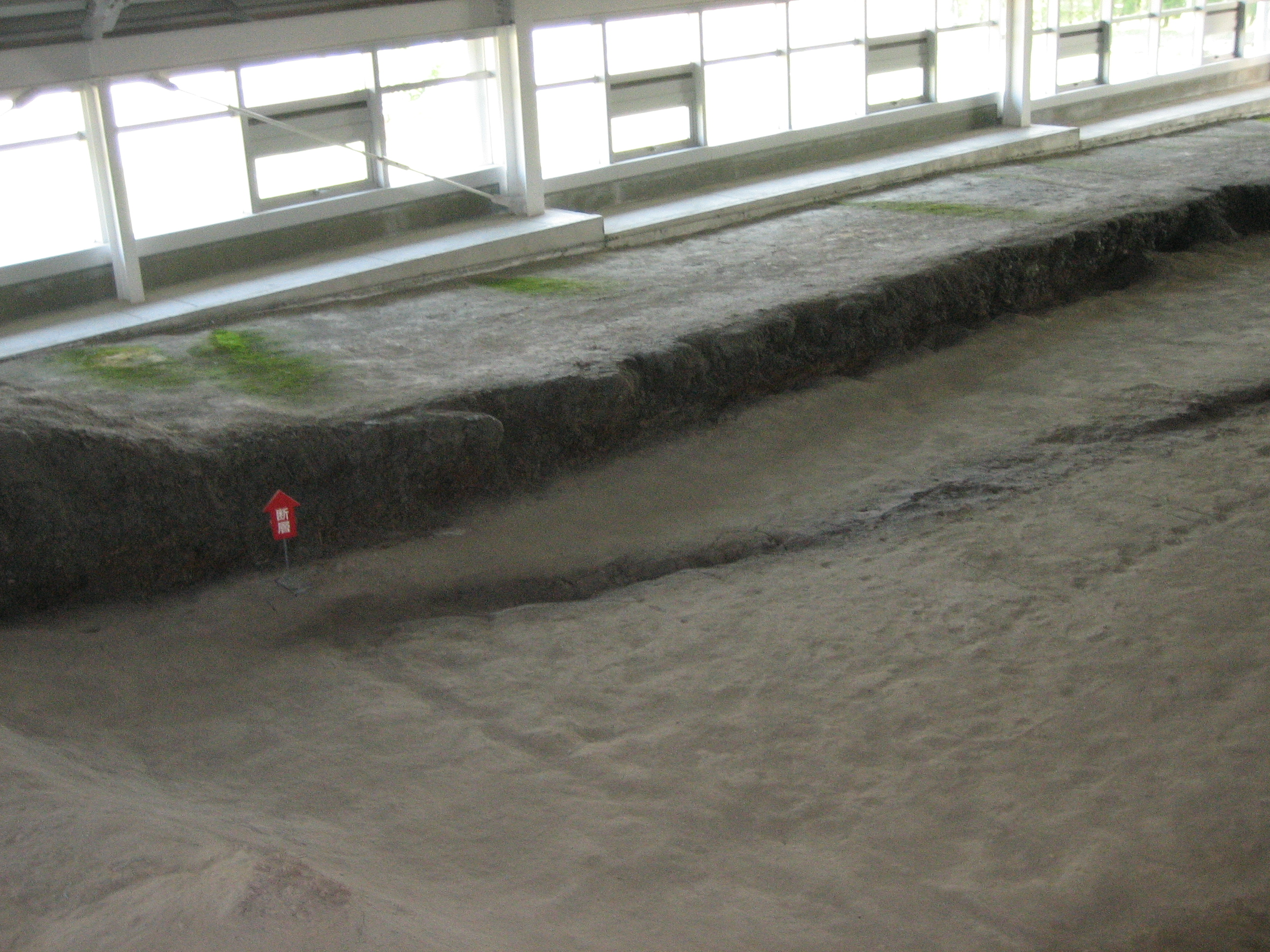
노지마 단층의 단층 움직임 흔적이 남은 지형의 모습.

지진 발생 전후 측량 데이터 비교 분석과 여진 분포 흔적 등 다양한 데이터를 추적한 결과 효고현 남부 지진을 일으킨 단층은 롯코-아와지섬 단층대, 그 중에서도 단층대 남쪽에 있는 아와지섬 북부 에이자키(江井崎)에서 이타미시 중심부까지 서남쪽에서 동북쪽으로 뻗은 "아와지 구간"(노지마 단층)으로 길이 약 50 km, 깊이 약 5 km에서 18 km에 달하는 단층면상에서 일어났다. 단층면 서남쪽 끄트머리에서 시작된 단층 움직임은 약 10여초 동안 단층 전체로 퍼지면서 큰 진동을 일으킨 것으로 추정된다.
단층면 바로 위에 있는 띠 모양의 지역을 보면 아와지섬 북부에서 지하에 있는 롯코-아와지섬 단층대의 단층이 지표면에도 명확하게 보이며 노지마 단층도 지표면에 보이지만, 주향 방향이 다른 노지마 단층 남쪽의 시즈키 단층(志筑断層)은 활동 흔적이 보이지 않는다. 한편 혼슈 본토의 고베시 남쪽에서는 퇴적층에 묻혀 지표면에 균열이 보일 정도로 명료하게 보이는 단층면이 나타나지 않았다. 하지만 퇴적층 아래 단층을 따라 이어지는, 고베시 스마구에서부터 니시노미야시 사이 지표면에는 폭 1 km, 길이 20 km의 "진재의 띠"(震災の帯)라고 부르는 띠 모양의 피해 집중 지역이 나타나 진재의 띠 지역의 흔들림이 매우 컸음을 보여주고 있다. 피해가 집중된 "진재의 띠"는 롯코-아와지섬 단층대가 아닌 미지의 활단층의 운동으로 나타난 것이라는 설과 분지 지역에서 만들어진 표면파나 회절파의 간섭으로 인한 증폭 효과로 나타난 것이라는 설 두 가지가 있으며, 홀로세 빙하 후퇴(조몬 해진) 지역보다 해안 쪽 충적평야에 집중되어 생성되었다.

### 본진의 단층면해
본진의 흔들림 데이터 분석결과를 통해 약 10초간 지속된 본진은 여러 번의 큰 단층 세그먼트의 미끄러짐(단층파괴)으로 이뤄진 다중 진원 지진임이 밝혀졌다. 본진의 CMT해 해석 결과는 몇 가지가 존재한다.
- 가마에 외(1997년) - 3번의 단층파괴에서 최초로 움직인 곳이 아카시 해협 바로 아래, 이후 아와지섬 쪽 단층이 움직이고 마지막으로 고베시 쪽 단층이 움직였다는 설[35][36][37]
- 마쓰시마 외(2000년) - 4번의 단층파괴가 일어났다는 설[37]
- 히라이, 가마에(2006년) - 해석을 거듭해 1997년 3번의 단층파괴설에서 발전해 5번의 단층파괴가 일어났다는 설[38]

그 외에도 여러 해석이 존재한다.
지진 발생 지역의 측량 결과에서는 5번의 단층 세그먼트가 움직였다는 모델 설이 나왔다. 또한 후루무라(1995년)는 퇴적층 내부에서 반사되어 회절된 지진파가 고베 지역에서 목조 가옥을 붕괴시키기 쉬운 주기 1초의 강한 진동(킬러 펄스)가 만들어져 붕괴 피해가 더욱 커졌다는 설을 주장하였다.

## 여진
이 지진의 진도0 이상 모든 여진은 1995년에 총 2,360회 발생했다. 하지만 1996년과 1997년에는 총 여진이 100여회로 급격하게 감소하였으며 여진의 규모도 줄어들었다. 최대 규모의 여진은 본진과 같은 날인 1995년 1월 17일 7시 38분에 발생한 규모 M5.4의 지진으로, 나라에서 최대진도 4를 관측했다. 2008년 4월 17일에는 오사카만에 규모 M4.1의 여진이 발생해 아카시시에서 최대진도 4를 관측하였다.
아래는 일본 기상청 진도 계급 기준 최대진도 4 이상을 감지한 여진의 목록이다.
| 발생일시 (JST)            | 진앙지      | 일본 기상청 규모 (Mj, JMA) | 최대 진도 | 비고     |
| ------------------------- | ----------- | -------------------------- | --------- | -------- |
| 1995년 1월 17일 5시 46분  | 오사카만    | 7.3                        | 7         | 본진     |
| 1995년 1월 17일 5시 49분  | 효고현 동부 | 4.7                        | 4         |          |
| 1995년 1월 17일 5시 50분  | 효고현 동부 | 5.2                        | 4         |          |
| 1995년 1월 17일 5시 53분  | 효고현 동부 | 5.0                        | 4         |          |
| 1995년 1월 17일 7시 38분  | 효고현 동부 | 5.4                        | 4         | 최대여진 |
| 1995년 1월 17일 8시 58분  | 아와지섬    | 4.5                        | 4         |          |
| 1995년 1월 21일 21시 12분 | 아와지섬    | 4.1                        | 4         |          |
| 1995년 1월 23일 0시 33분  | 아와지섬    | 4.1                        | 4         |          |
| 1995년 1월 25일 23시 15분 | 효고현 동부 | 5.1                        | 4         |          |
| 1995년 2월 18일 21시 37분 | 아와지섬    | 4.8                        | 4         |          |
| 1995년 10월 14일 2시 4분  | 오사카만    | 4.8                        | 4         |          |

## 전조 현상
이후의 연구에서 본진이 발생하기 전 몇 가지 전조 현상이 발생한 것으로 나타났다.

### 광역적인 왜곡 수치 변동
교토 대학 방재연구소 등의 연구에 따르면, 1989년 중반부터 1995년까지 긴키 지방 광역 지역에 "급격하게 압축에서 신장으로 돌아가는" 지각의 왜곡 수치 변화가 생기고 있었다. 이러한 왜곡 수치 변화는 판의 운동으로 나타난 것이며 급격한 왜곡 수치의 변화로 효고현 남부 지진이 유발되었다고 분석하기도 한다.

### 지진공백역의 평온화
진앙 부근 지역에서는 지진 활동이 급감하는 제3종 공백역 현상이 나타나, 일부 연구자들은 지진의 발생 위치를 대략적으로 예측하고 있었다. 또한 지진 이후 데이터 해석을 통해 1992년 후반부터 호쿠세쓰와 단바 고지 전역에서 지진 활동이 급감하는 평온화 현상도 일어났음이 밝혀졌다.

### 군발지진
1994년 11월 9일부터 효고현 이나가와정 인근 지역에서 사람이 진동을 느낄 수 있을 정도의 약한 지진이 지속적으로 발생한 일련의 군발지진 활동이 본진의 전조 현상이었을 것이라고 주장하는 연구와, 이나가와정의 군발지진 발생 지역과 본진의 진앙이 약 40 km 떨어져 있어 두 현상은 서로 상관이 없다라고 주장하는 연구가 있다.

### 전진
본진 발생 전날인 1월 16일 18시 28분, 아사키 해협 인근 해역에서 규모 M3.3의 지진이 발생해 고베에서 최대진도 1을 기록한 것을 시작으로 16일에 규모 M3~1.5의 작은 미진이 총 4차례 감지되었다. 이 지진은 보통 다음 날 발생한 대지진의 전진으로 보고 있다.
하지만 당시를 포함한 현재까지도 전진만으로 대지진의 발생을 예측하는 것은 어렵다고 추정한다. 그 이유로는 무수히 많은 지진 패턴에서 어떤 지진이 전진인지 밝혀내는 기술이 아직까지 존재하지 않으며 전진을 포착하기 위해서는 특정 지역을 정밀하게 지속적으로 관측해야 한다는 점 등이 꼽힌다. 다만 전진과 본진과의 관련성이나 패턴이 밝혀지면 대지진을 예측할 수 있을 것이라 보고 연구가 진행되고 있다.

### 굉관이상현상
지진 발생 며칠 전부터 지진 발생 직전까지 간사이 지방을 중심으로 다양한 이상 현상이 발생했다는 일부 사람들의 보고가 있었다. 이 보고 중에서는 지하수위(우물물 수위)의 수위 이상, 지진운을 비롯한 의문의 야간 발광 현상 목격 제보, 지렁이나 곤충의 이상 대량 발생, 동물의 이상행동, 휴대전화 등 전파를 사용하는 기기의 이상, 태양과 달빛의 이상 등등이 있었다.
이러한 이상현상들을 굉관이상현상이라 하나로 묶어 지진 발생을 예측하는 데 도움을 줄 것이라 주장하는 사람들도 있다. 이러한 증언, 정보를 수집하는 연구자들도 존재하긴 하지만 검증이 부족해 대부분의 이상현상과 지진과의 연결은 유사과학에 지나지 않다고 학자들이 보고 있다. 하지만 굉관이상현상 중에서도 지진 발생 10년 전인 1984년부터 고베 약과대학이 기록했던 대기중 라돈 농도의 이상현상이나 지하수위의 이상, 수중 라돈 농도의 변화 등 약간의 유의성, 상관성을 띄는 것으로 보인다고 추정하는 연구도 존재한다. 이가라시(Igarashi, 1995) 등은 1993년 11월부터 1995년 3월 까지 라돈의 농도에 대한 장기관측 자료에서 1994년 11월 말까지 약 60 Bq/L로 1년간 3배의 증가를 보였으며, 이후 약 250 Bq/L로 급격한 증가를 보이다 1995년 2월 규모 7.2의 고베지진이 발생하기 7일 전인 1월 10일 20 Bq/L로 급격하게 감소하는 변화를 보고하기도 하였다. 하지만 여러 지질 환경에서의 라돈 농도 측정 자료나 지하수위의 꾸준한 측정 자료가 부족해 이런 현상이 지진에 의한 것인지, 다른 원인으로 발생한 것인지 입증하기 어려워 전조 현상으로 인정하기 어렵다는 연구가 많다.

## 피해
효고현 남부를 중심으로 큰 피해를 입었다. 사망자는 당시에는 태평양 전쟁 전후 최대 사망자수인 6,434명, 실종자는 3명, 부상자는 43,792명이었으며 건물 689,776채가 피해를 입어 총 피해액수는 10조 엔에 달했다. 제2차 세계 대전 이후 일본 내에서 일어난 자연 재해로는 2011년 3월 11일에 일어난 도호쿠 지방 태평양 해역 지진(동일본대진재)에 이은 사상자수 2위의 지진이다.

## 지진 이후 제도의 변화
본진의 진도 관측, 발표 과정에서 여러 문제점이 발생했으며, 다음 해인 1996년에는 진도 기준이 개정되고 관측점이 대폭 늘어나는 등 일본 내에서 지진 발표, 관측 제도가 대폭 변화하였다.

### 진도7의 속보화
지진 발생 초기에는 고베와 스모토에서 관측한 진도6이 최대 진도였다. 지진 3분 후인 5시 49분 텔레비전 뉴스에서 방송되기 시작한 지진 속보에서는 진도 정보에서 "진도 5는 교토, 히코네, 도요오카, 진도 4는 기후, 오사카, 등..."으로 발표했으며 속보에서 진도6은 발표되지 않았다. 6시 4분부터 "확실한 정보는 아니다"라며 운을 뗀 후 "고베 진도6"이라고 보도되기 시작하였다. 일본 기상청이 정식으로 고베가 진도6이라고 발표한 때는 6시 18분이었다. 이미 기상관측은 기계자동계측식으로 ADESS(기상자료 자동 편집 중계 장치)라는 전용회선을 통해 자동으로 기상청으로 보내는 구조였지만 고베해양기상대(고베시 주오구 나카야마데 소재)에서 오사카관구 기상대 간 회선에 문제가 발생해 지진 정보가 전혀 전해지지 않아 발생한 문제였다. 또한 야간에 무인으로 운영되는 스모토 측후소(스모토시 오지타니 소재)에서는 지진으로 지진계가 파괴되어 지진 이후 찾아온 기상청 직원이 판단해 진도6으로 판정하였다. 이렇게 기상청이 "스모토 진도6"이라고 발표한 시점이 7시 29분이었다.
본진은 1948년 발생한 후쿠이 지진을 계기로 진도7이 창설되어 일본 기상청 진도 계급이 8단계가 된 이후 처음으로 진도7을 관측하였으며, 후술할 진도 계급 개정으로 '열진'이나 '격진'이라는 용어가 폐지되어 일본 역사상 최초이자 마지막으로 "격진"을 부여받은 지진이 되었다. 하지만 당시에는 진도7을 속보로 발표할 수 있는 체제가 없었다. 진도6까지는 각지의 진도계 측량 정보를 이용한 속보 체제가 자리잡혀 있었지만 진도7은 완전 붕괴된 가옥의 비율이 30%가 넘어야 한다는 기준이었기 때문에 현지 시찰 조사를 통해 진도7 지역을 확인하였다. 따라서 일본 기상청이 진도7로 공식적으로 판명된 지역을 발표한 것은 지진이 발생한 지 보름이 넘은 2월 7일이었다. 이에 따라 지진 발생 직후 진도 정보를 보다 빠르게 제공하라는 목소리가 높아졌다.
이를 바탕으로 1996년 4월 1일부터 일본 기상청은 진도7을 포함한 모든 진도를 계측진도를 이용해 속보로 빠르게 전파할 수 있는 체제로 변경하였다.

### 진도 계급 개정
진도5와 진도6은 같은 진도더라도 피해 정도가 지진마다 큰 차이가 있었다는 주장은 계속해서 나오고 있었다. 예를 들어 본진에서 관측한 고베 해양기상대의 진도6(계측진도 6.4)와 약 3주 전에 일어났던 1994년 산리쿠 먼바다 지진 당시 하치노헤시 측후소의 진도6(계측진도 5.6)은 같은 진도6이었지만 고베는 피해가 매우 컸던 반면 하치노헤는 피해가 더 적어 피해 폭이 같은 진도 내에서도 차이가 컸다.
이 문제를 해결하기 위해 1995년 3월 1일에는 일본 기상청이 발표하는 지진 정보를 개편해 지진 속보(진도3 이상의 지역명), 쓰나미 예보(쓰나미 도달 지역과 그 높이), 쓰나미 정보(쓰나미 도달 예상 시각, 관측 시각, 관측 높이), 지진 정보(진앙지, 규모, 진도3 이상의 지역명), 각지의 진도 정보(진앙지, 규모, 진도1 이상의 지역명)의 5단계 체제로 구분하기 시작했다. 또한 1996년 10월 1일부터 진도5와 진도6을 각각 약, 강으로 나누고, 진도7을 진도계를 사용한 계측진도 체제로 구분하는 등 일본 기상청 진도 계급을 총 10단계 체제로 개편하였고 '열진', '격진'과 같은 용어를 폐기하였다.

### 지진 관측점 증설
본진에서 오사카가 진도4를, 오사카보다 진원에서 훨씬 먼 교토가 진도5를 관측하였다. 당시 일본 기상청이 오사카부 내에 설치한 지진 관측점은 오사카관구 기상대(오사카시 주오구 오테마에 소재) 1개소만 있었으며 지진계는 우에마치 대지의 단단한 지반 위에 설치되어 계측진도가 4까지만 나왔다. 하지만 이 진도가 오사카시, 혹은 오사카부 전체의 진도를 대표하는 것은 아니였다. 일본도로공단이 한신 고속도로 11호 이케다 선 건설현장에 설치한 지진계에서는 진도7이, 기타오사카 급행 전철이 모모야마다이역에 설치한 지진계에서는 진도6을 관측하였다. 또한 지진 발생 이후 일본 기상청이 지진기동관측반의 현지 조사를 한 결과 오사카시 니시요도가와구 쓰쿠다, 도요나카시 쇼나이, 이케다시 스미요시 등 오사카부 내에서도 진도6으로 판정된 지역이 있었다. 간사이 지진관측연구협의회가 오사카부 각지에서 시행했던 지진관측기록을 일본 기상청의 계측진도 산출 방법에 따라 계산한 진도는 시기산의 진도4(계측진도 3.6)을 제외하고 전부 계측진도 4.5-5.4(진도 5약-5강) 안에 들었다. 예를 들어 오사카시 후쿠시마구 요시노정에서는 진도 5강(계측진도 5.4)을 기록하였다. 또한 오사카관구 기상대의 기록을 현재 계측진도 산출 방법을 따라 다시 계산하면 계측진도 4.54에서 4.55로 진도 5약에 속하게 된다.
"고베 진도6"도 고베 해양기상대의 계측진도가 6.4(진도 6)이었으며 이것이 고베시 전체의 진도를 대표하는 것은 아니였다. 당시 진원지 인근의 일본 기상청 지진 관측점은 오사카, 고베, 스모토, 히메지, 가사이만 있었으며 피해가 매우 컸던 아시야, 니시노미야, 이타미, 다카라즈카 등 한신칸의 도시에는 기상청의 계측진도계가 없어 진도를 알 수 없었다는 문제가 있었다.
이 문제를 해결하기 위해 기존 기상관서에만 있었던 지진계를 일본 기상청 약 600개소, 방재과학기술연구소 약 800개소, 지방공공단체 약 2,800개소 등 총 4,200개소로 대폭 늘러 지진 관측점의 데이터를 기상청의 정보 발표에 활용하게 되었다.

## 같이 보기
- 진도7
- 게이초 후시미 지진 - 1596년 롯코-아와지섬 단층대에서 발생한 지진[68]
- 기타타지마 지진
- 아와지섬 지진
- 긴급지진속보 - 이 지진 이후 처음 정비된 조기 지진 속보 시스템
- 고감도 지진관측망 (Hi-NET)

## 참고 문헌
- 阪神・淡路大震災の記録 - 일본 기상청
- 阪神・淡路大震災教訓情報資料集 - 일본 내각부
- 철골 접합부 취성파괴 - 부산대학교
- 1995년 1월 18일자 동아·경향·매일경제신문 보관됨 2019-03-20 - 웨이백 머신 - 네이버 디지털 뉴스 아카이브
- “震度の活用と震度階級の変遷等に関する参考資料” (pdf). 《震度に関する検討会》. 気象庁. 2009년 3월. 2013년 5월 26일에 확인함.